# Bernt Westarp

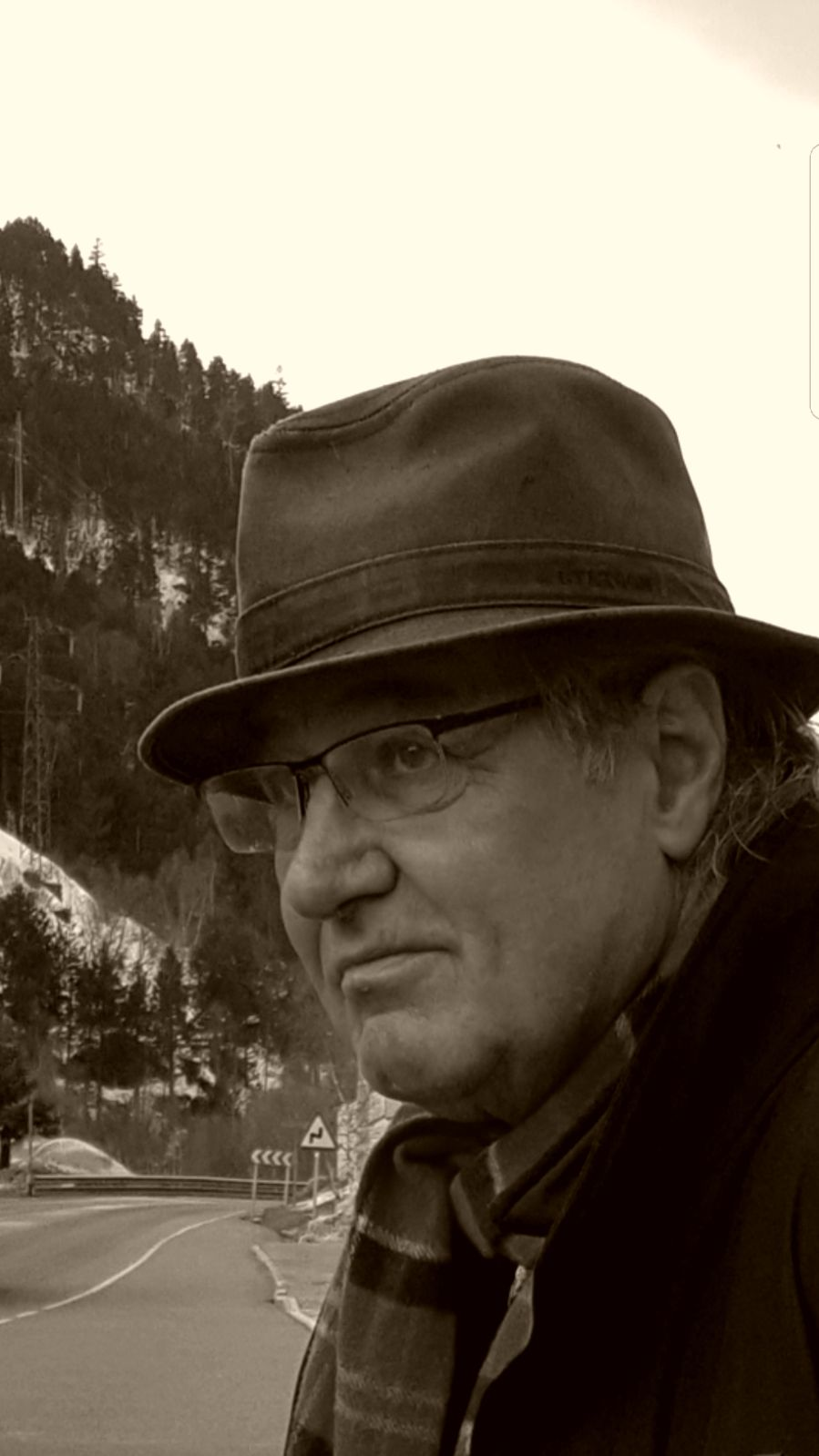
Bernt Westarp

Bernt Westarp (* 1949 in Mülheim an der Ruhr) ist ein deutscher Unternehmer, Stiftungsgründer, ehemaliger Heimleiter und Sozialaktivist.

## Leben und Wirken
In jungen Jahren erwarb Westarp ein ehemaliges Männerwohnheim in Wuppertal, das zuvor vom Bethesda-Werk betrieben und im Volksmund als „Bullenkloster“ bekannt war. Ohne öffentliche Fördermittel wandelte er das heruntergekommene Gebäude in eine Altenpension um. Ziel des Projekts war es, älteren Menschen eine alternative, würdige Wohnform zu bieten.
Trotz angemessener Unterbringungskosten verweigerte die Stadt Wuppertal die Übernahme von Sozialhilfeleistungen für die Bewohner. Begründet wurde dies mit § 3 BSHG, wonach kein Wahlrecht auf andere Einrichtungen besteht, solange Plätze in öffentlichen oder verbandlichen Heimen verfügbar sind.
Westarp stundete daraufhin den Bewohnern die Sozialhilfezahlungen auf eigenes Risiko. Die mediale und politische Resonanz führte zur späteren Änderung der Verwaltungspraxis hinsichtlich des Wahlrechts in der Sozialhilfe.

## Rezeption
In der Wochenzeitung Die Zeit wurde Westarp am 22. Juli 1977 als sozial engagierter Unternehmer porträtiert. Auch in dem Buch Altwerden in Wuppertal (1977) wird sein Projekt ausführlich behandelt. Dort werden unter anderem die Konflikte mit der Stadtverwaltung sowie sein Konzept menschenwürdigen Alterns dokumentiert.

## Verbindung zur Villa Amalia
1976 war das Gebäude vom Abriss bedroht, wurde aber unter Denkmalschutz gestellt und durch private Initiative von Bernt Westarp gerettet. Westarp war Träger des Altenzentrums „Villa Amalia“ in Wuppertal, das unter dem Namen „Soziale Dienste Bernt Westarp der individuellen Betreuung und Pflege“ schwerstpflegebedürftige Menschen aufnahm. Es war eine offene Einrichtung mit einer Begegnungsstätte für jeden Gast. Ein öffentliches Kurbad mit dem Namen „Kurbad am Brill“ wurde während des Umbaus mit einem Bewegungs-Schwimmbecken eingerichtet. Hinzu kam später die „Wuppertaler Hauskrankenpflege“. Am 21. Juli 1978 zerstörte ein Großbrand während des Umbaus weite Teile des Gebäudes. Die Aufnahme von Bewohnerinnen und Bewohnern war nur noch eingeschränkt möglich. Trotz dieser Katastrophe gelang es Bernt Westarp, den Wiederaufbau zu organisieren und das Zentrum in Eigenverantwortung zu leiten. Die Eröffnung des Zentrums sowie die Anerkennung als Begegnungs- und Pflegeeinrichtung wurden dennoch erfolgreich umgesetzt. Die Geschichte und die denkmalgerechte Sanierung der Villa Amalia wurden 1979 in einer eigenständigen Publikation des Bergischen Geschichtsvereins dokumentiert.

## Bernt-Westarp-Stiftung
In späteren Jahren gründete er die Bernt-Westarp-Stiftung „Für Tierartenerhaltung gegen Tierquälerei“ mit Sitz in Ratingen. Ziel der Stiftung war es, konkrete Maßnahmen zum Schutz der Artenvielfalt zu fördern. Die Stiftung unterstützte unter anderem den Bau von Insektenhotels, Nistwänden, Brutvogelinsel und Schulprojekten zur Umweltbildung – etwa an der Käthe-Kollwitz-Schule in Ratingen.  
Darüber hinaus engagierte sich die Stiftung im Bereich des Naturschutzes im ländlichen Raum: So stiftete sie im Kreis Altenkirchen eine Brutinsel für gefährdete Brustbrutvögel, die in Zusammenarbeit mit regionalen Akteuren angelegt wurde. Dieses Engagement wurde in der regionalen Presse als Beispiel sektorübergreifender Stiftungsarbeit hervorgehoben.
Die Stiftung ruht derzeit aus grundsätzlichen Gründen des Stifters.